# Albert Jorquera
Albert Jorquera Fortià (Bescanó, 3 de março de 1979) é um ex-futebolista espanhol que atuava como goleiro.